# Лігота-Велика (Кендзежинсько-Козельський повіт)
Лігота-Велика (пол. Ligota Wielka, нім. Groß Ellguth) — село в Польщі, у гміні Павловички Кендзежинсько-Козельського повіту Опольського воєводства.
Населення — 111 осіб (2011).
У 1975-1998 роках село належало до Опольського воєводства.

## Демографія
Демографічна структура станом на 31 березня 2011 року:
|          | Загалом | Допрацездатний вік | Працездатний вік | Постпрацездатний вік |
| -------- | ------- | ------------------ | ---------------- | -------------------- |
| Чоловіки | 53      | 8                  | 39               | 6                    |
| Жінки    | 58      | 8                  | 40               | 10                   |
| Разом    | 111     | 16                 | 79               | 16                   |